# Colletes inexpectatus
Colletes inexpectatus är en biart som beskrevs av Noskiewicz 1936. Colletes inexpectatus ingår i släktet sidenbin, och familjen korttungebin. Inga underarter finns listade i Catalogue of Life.